# Cis-trans-isomeri
 Denne artikel bør gennemlæses af en person med fagkendskab for at sikre den faglige korrekthed.

Cis-trans-isomerer, E-Z-isomeri eller geometriske isomerer er betegnelser der beskriver den rumlige struktur af visse kemiske forbindelser. Cis-trans-isomerer er en type stereoisomerer. Cis-trans-isomerer indeholder en binding med indskrænket rotation dvs. en dobbeltbinding i en alifatisk kædestruktur eller en alifatisk ringstruktur og der er 2 atomer eller atomgrupper på hver side af bindingen hvor der er minimum 2 ens på hver side af bindingen, men ikke 2 ens på samme side.
Der er to forskellige slags cis-trans-isomer, de kaldes henholdsvis cis og trans. Disse navne beskriver hvordan to atomer eller atomgrupper, en på hver side af dobbeltbindingen, sidder i forhold til hinanden. Cis beskriver strukturen hvor de to atomer eller atomgrupper sidder på samme side af dobbeltbindingen, mens atomer eller atomgrupper i en transforbindelse sidder på forskellig side. Et eksempel på cis-trans-isomerer er de to isomerer af 2-buten.
I ringstrukturer sidder to substituenter i en cis-isomer på samme side af ringen, i en trans-isomer sidder der en substituent på hver side. Et eksempel på cis-trans-isomeri i ringstrukturer er de to isomerer af 1,2-dimethylcyclopentan:

## Sammenligning af de fysiske egenskaber
Cis- og transisomerer har ofte forskellige fysiske egenskaber. Forskellene mellem isomererne skyldes forskel i molekylernes form eller i deres dipolmoment. Forskellene kan være meget små, som det er tilfældet med ligekædede alkeners kogepunkt. F.eks. er kogepunktet for trans-2-penten 36 °C, mens cisisomerens kogepunkt er 37 °C. Der kan også være meget store forskelle på cis- og transisomerer, som f.eks. i cycloocten, hvor cisisomerens kogepunkt er 145 °C, mens transisomerens er 75 °C.

## Nomenklatur (navngivning)
Ved navngivning sættes cis eller trans foran isomerens systematiske navn samt placering hvis der er flere eller den ikke er ved startbindingen.

## E-Z-isomeri
I de tilfælde, hvor der ikke er 2 ens atomer eller atomgrupper på hver side af en binding med indskrænket rotation, kan man ikke benytte cis-trans-notationen, men kun E-Z-isomeri. De atomer eller atomgrupper der sidder på hver side gives et prioritetsnummer efter CIP-reglerne, hvor E eller Z, E (fra tysk entgegen) for modsat side og Z (fra tysk zusammen) for samme side, angiver hvordan de to atomer eller atomgrupper med højst prioritet på hver side af bindingen sidder i forhold til hinanden.

## Biologisk betydning
Alle de gode polyumættede fedtsyrer har cisdobbeltbindinger. Når polyumættede fedtsyrer hydrogeneres, som det f.eks. sker ved fremstillingen af margarine fra planteolier, dannes der transfedtsyrer. Disse menes at have ugunstig virkning på helbredet, f.eks. kan de medvirke til at øge kolesterolkoncentrationen i blodet, hvilket kan føre til udvikling af hjerte-kar-sygdomme.
Der findes enzymer der kan omdanne en cisforbindelse til den tilsvarende transforbindelse. Disse enzymer kaldes cis-trans-isomeraser.